# Eldar Moldozhunusov
Eldar Moldozhunusov (tiếng Kyrgyz: Элдар Молдожунусов; tiếng Nga: Эльдар Молдожунусов; sinh ngày 15 tháng 9 năm 1995) là một cầu thủ bóng đá chuyên nghiệp người Kyrgyzstan hiện đang thi đấu ở vị trí tiền đạo cho câu lạc bộ Neftchi Kochkor-Ata và Đội tuyển bóng đá quốc gia Kyrgyzstan.

## Sự nghiệp thi đấu
Tháng 1 năm 2023, Moldozhunusov đến Ấn Độ, ký hợp đồng với đội đương kim vô địch I-League Gokulam Kerala.

## Thống kê sự nghiệp

### Quốc tế
Tính đến 20 tháng 6 năm 2023
| Kyrgyzstan | Kyrgyzstan | Kyrgyzstan |
| Năm        | Số trận    | Bàn thắng  |
| ---------- | ---------- | ---------- |
| 2021       | 7          | 1          |
| 2021       | 1          | 0          |
| 2023       | 2          | 0          |
| Tổng cộng  | 10         | 1          |

## Bàn thắng quốc tế
Tỷ số và kết quả liệt kê bàn thắng đầu tiên của Kyrgyzstan, cột điểm cho biết điểm số sau mỗi bàn thắng của Moldozhunusov.
| #  | Thời gian          | Địa điểm                                          | Đối thủ    | Ghi bàn | Kết quả | Giải đấu |
| -- | ------------------ | ------------------------------------------------- | ---------- | ------- | ------- | -------- |
| 1. | 7 tháng 9 năm 2021 | Sân vận động Dolen Omurzakov, Bishkek, Kyrgyzstan | Bangladesh | 1–0     | 4–1     | Giao hữu |

## Danh hiệu
Neftchi Kochkor-Ata
- Cúp Kyrgyzstan: 2019